# MTK Budapest
MTK Budapest (ungarisch Magyar Testgyakorlók Köre) ist ein Mehrspartensportverein aus Budapest, der am 16. November 1888 gegründet wurde.
Bekannte Abteilungen sind die Männerfußballabteilung MTK Budapest FC, die 1901 eröffnet wurde. Daneben gibt es erfolgreiche Sparten im Handball, Eishockey, Basketball, Tennis, Schachsport und in der Leichtathletik. Es gibt auch Abteilungen für Wasserball, Volleyball, Futsal, Knopffußball, Schwimmen, Fechten, Kanu und Kayak, Ringen, Turnen, Rhythmische Sportgymnastik, Tischtennis, Rudern, Taekwondo, Karate, Skifahren, und Eisschnelllauf (Speed Skating und Shorttrack).
Präsident des Vereins ist seit 2010 der Politiker Tamás Deutsch.